# Bohdan Roliński
Bohdan Kazimierz Roliński (ur. 25 marca 1936 w Grzegorzewie, zm. 27 maja 2017) – polski dziennikarz, redaktor naczelny Życia Warszawy (1973–1980), przez wiele lat związany z Trybuną Ludu.

## Życiorys
W 1953 roku ukończył Liceum im. gen. Józefa Sowińskiego w Warszawie. Był absolwentem Wydziału Dyplomatyczno-Konsularnego Szkoły Głównej Służby Zagranicznej. Od 1958 pracował jako dziennikarz w Trybunie Ludu, w latach 1971–1973 był zastępcą redaktora naczelnego tej gazety. W latach 1973–1980 był redaktorem naczelnym Życia Warszawy, następnie powrócił do Trybuny Ludu, gdzie został korespondentem w Pradze i Bratysławie. W swojej publicystyce zwalczał m.in. działalność Komitetu Obrony Robotników.
Od 1958 należał do Polskiej Zjednoczonej Partii Robotniczej, w latach 1973–1981 członkiem egzekutywy Komitetu Warszawskiego PZPR. Na VII Zjeździe PZPR w grudniu 1975 wybrany w skład Centralnej Komisji Rewizyjnej PZPR (do 1980).
Był autorem wywiadów rzek z Piotrem Jaroszewiczem – Przerywam milczenie (1991) i Piotrem Kostikowem – Widziane z Kremla. Moskwa–Warszawa gra o Polskę (1992), a także poświęconej morderstwu Piotra Jaroszewicza i Alicji Solskiej – Dlaczego ich zabili (1994).
Jego żoną była olimpijka Eulalia Rolińska.

Został pochowany na Cmentarzu Komunalnym Północnym w Warszawie.

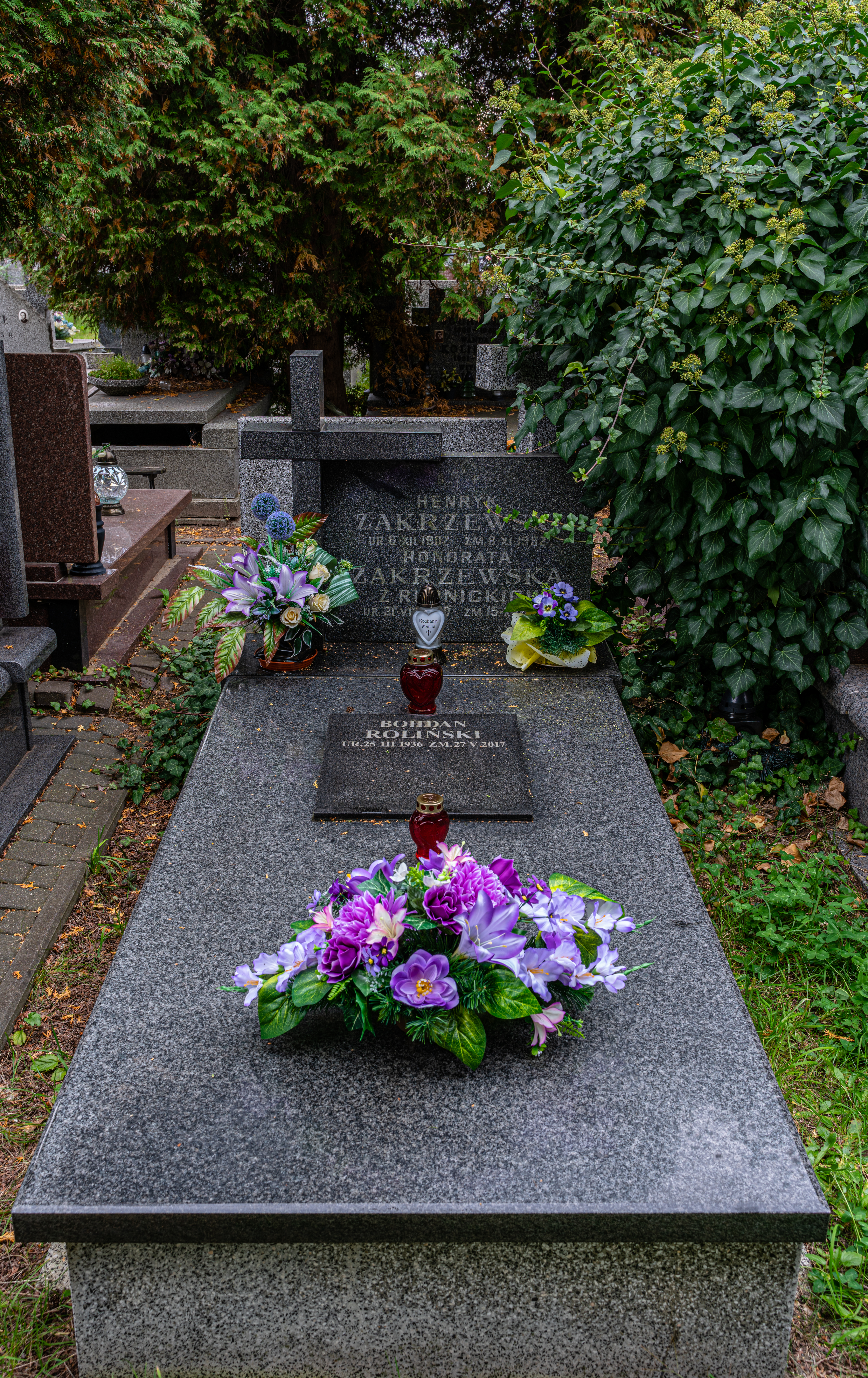
Grób Bohdana Rolińskiego na cmentarzu Komunalnym Północnym w Warszawie

## Odznaczenia i wyróżnienia
- Krzyż Komandorski Orderu Odrodzenia Polski (1979)[9]
- Srebrny Medal „Za zasługi dla obronności kraju” (1988)[10]
- Złota Odznaka Honorowa Towarzystwa Przyjaźni Polsko-Radzieckiej (1968)[11]
- Złoty Medal "Za zasługi w rozwoju przyjaźni i współpracy z CSRS" (Czechosłowacja, 1986)[12]
- Nagroda indywidualna RSW „Prasa-Książka-Ruch” za rok 1975 (1976)[13] oraz za rok 1978 (1979)[14]